# Xanthosinmonophosphat
Xanthosinmonophosphat (XMP) ist ein Nukleotid und der Phosphorsäureester des Nukleosids Xanthosin. Es ist ein Stoffwechselprodukt, das bei der zweistufigen Biosynthese von Guanosinmonophosphat (GMP) vorkommt.
Xanthosinmonophosphat entsteht bei der NAD+-abhängigen Dehydrierung von Inosinmonophosphat (IMP) durch Inosinmonophosphat-Dehydrogenase (IMPDH).
Durch den Transfer eines Glutamin-Amidstickstoffes wird XMP anschließend durch GMP-Synthase zu GMP umgewandelt. Getrieben wird diese Reaktion durch die Hydrolyse von Adenosintriphosphat zu Adenosinmonophosphat und Pyrophosphat.
Xanthosinmonophosphat selbst ist trotz der chemischen Zugehörigkeit zu den Ribonukleotiden kein Bestandteil der Ribonukleinsäure.
XMP wirkt wie Guanosinmonophosphat als Geschmacksverstärker für die Geschmacksempfindung „salzig“.
Enzyme, die XMP als Substrat oder Reaktionsprodukt einbeziehen, sind u. a.:
- IMPDH, (EC 1.1.1.205)
- Xanthin Phosphoribosyltransferase, (EC 2.4.2.22)
- GMP-Synthase, (EC 6.3.4.1)
- GMP-Synthase (glutaminhydrolysierend), (EC 6.3.5.2)